# 雷纳尔多·伊莱托
雷纳尔多·伊莱托（Reynaldo C. ILETO）是一位菲律宾历史学家。1946年生于马尼拉。毕业于马尼拉雅典耀大学。后在康奈尔大学学习人类学，并于1974年取得博士称号。曾任菲律宾大学助理教授、京都大学研究员。2001年任职于新加坡国立大学。后任职于澳大利亚国立大学。研究以菲律宾革命为中心的近现代史。

## 获奖经历
- 1986年 大平正芳纪念奖
- 1999年 菲律宾国民图书奖
- 2003年 第14届福冈亚洲文化奖学术研究奖

## 著作
- Their Revolution: Event, Discourse, and Historiography